# Regionalliga (basquetebol)
| 1º Nível |  | BBL          |
| 2º Nível |  | PRO A        |
| 3º Nível |  | PRO B        |
| 4º Nível |  | Regionalliga |

A Liga Regional da Alemanha de Basquetebol (em alemão:  Regionalliga) trata-se do quarto nível entre as ligas de basquetebol masculino na Alemanha e terceiro nível nas ligas femininas. É disputado por quatro regionais (Norte, Sudeste, Sudoeste e Oeste) concedendo uma vaga ao campeão na temporada seguinte no terceiro nível (ProB), bem como recebendo desta seus rebaixados, normalmente duas equipes do norte e duas equipes do sul.

## Liga Regional Norte
A Basketball Regionalliga Nord é organizada por empresa homônima que reúne as federações estaduais de oito länders:
- Berlim (Berliner Basketball Verband e.V)
- Brandemburgo (Brandenburgischer Basketball-Verband e.V)
- Bremen (Bremer Basketball-Verband e.V)
- Hamburgo (Hamburger Basketball-Verband e.V)
- Mecklemburgo-Pomerânia Ocidental (Basketball-Verband Mecklenburg-Vorpoommern e.V)
- Baixa Saxônia (Niedersächsischer Basketball-Verband e.V)
- Saxônia-Anhalt (Basketball-Verband Sachsen-Anhalt e.V)
- Schleswig-Holstein (Basketball-Verband Schleswig-Holstein e.V)

### Participantes temporada 2019-20
A temporada é disputada em formato round-robin com jogos de ida e volta com a equipe jogando como mandante e visitante, ao término da temporada o maior vencedor é declarado campeão e conquista direito esportivo para ingressar na ProB,
| Regionalliga Nord        | Regionalliga Nord | Regionalliga Nord                 | Regionalliga Nord |
| Clube                    | Localização       | Clube                             | Localização       |
| ------------------------ | ----------------- | --------------------------------- | ----------------- |
| ASC 46 Göttingen         | Gotinga           | SC Rasta Vechta II                | Vechta            |
| Aschersleben Tigers      | Aschersleben      | TSV Neustadt temps Shooters       | Neustadt          |
| BBC Rendsburg Twisters   | Rendsburg         | TuS Red Devils Bramsche           | Bramsche          |
| Eimsbütteler Turnverband | Hamburgo          | VfL Stade                         | Stade             |
| SBB Baskets Wolmirstedt  | Wolmirstedt       | Weser Baskets Bremen/BTS Neustadt | Bremen            |
| MTB Baskets Hannover     | Hanôver           | WSG Königs Wusterhausen           | Wusterhausen      |
| TSG Bergedorf            | Hamburgo          |                                   |                   |

fonte:rln.basketball.de

### Campeões
| - 1971-72 NSF Berlin - 1972-73 ASC 46 Göttingen - 1973-74 Hannover 96 - 1974-75 NSF Berlin - 1975-76 VfL Pinneberg - 1976-77 YMCA Hamburgo - 1977-78 Oldenburger - 1978-79 BC Johanneum Hamburg - 1979-80 Vegesack TV - 1980-81 OSC Bremerhaven - 1981-82 Osnabrück - 1982-83 BC Johanneum Hamburg | - 1983-84 VfL Pinneberg - 1984-85 Rist Wedel - 1985-86 BC Zehlendorf - 1986-87 Eintracht Hildesheim - 1987-88 TK Hannover - 1988-89 TuS Bramsche - 1989-90 TK Hannover - 1990-91 BG Göttingen II - 1991-92 Osnabrücker BV - 1992-93 TuS Lichterfelde - 1993-94 Rist Wedel - 1994-95 BC Johanneum Hamburg | - 1995-96 TSV Quakenbrück - 1996-97 SSV Einheit Weißenfels - 1997-98 Wolfenbüttel - 1998-99 BSG Bremerhaven - 1999-00 Wolfenbüttel - 2000-01 TSV Lesum-Burgdamm - 2001-02 Wolfenbüttel - 2002-03 Bernau - 2003-04 Rot Weiss Cuxhaven - 2004-05 SV MBC Halle - 2005-06 TuS Lichterfelde - 2006-07 Stahnsdorf | - 2007-08 Hannover - 2008-09 Rist Wedel - 2009-10 Alba Berlin II - 2010-11 BG Göttingen II - 2011-12 Oldenburgo - 2012-13 VfL Stade - 2013-14 Rostoque - 2014-15 Volfembutel - 2015-16 Bernau - 2016-17 Cuxhaven - 2017-18 BSW Sixers - 2018-19 RSV Eintracht Stahnsdorf |

fonte:rln-basketball.de

## Liga Regional Oeste
O grupo responsável pela Região Oeste da Alemanha é gerida pela Westdeutscher Basketball-Verband e.V (em português:  Federação de Basquetebol do Oeste Alemão) onde apenas o Estado de Renânia do Norte-Vestfália dividido por cinco regiões administrativas Colônia, Düsseldorf (Renânia) e Arnsberg, Münster e Detmold (Vestfália).

### Participantes temporada 2019-20
A temporada é disputada em formato round-robin com jogos de ida e volta com a equipe jogando como mandante e visitante, ao término da temporada o maior vencedor é declarado campeão e conquista direito esportivo para ingressar na ProB,
| Regionalliga West              | Regionalliga West | Regionalliga West           | Regionalliga West |
| Clube                          | Localização       | Clube                       | Localização       |
| ------------------------------ | ----------------- | --------------------------- | ----------------- |
| BBG Herford                    | Herford           | Dragons Rhöndorf            | Bad Honnef        |
| BG Dorsten                     | Dorsten           | ETB Wohnbau Miners          | Essen             |
| BG Hagen                       | Hagen             | Hertener Löwen              | Herten            |
| bringiton Ballers Ibbenbüren   | Ibbenbüren        | NEW Elephants Grevenbroich  | Grevenbroich      |
| BSV Münsterland Baskets Wulfen | Wulfen            | RheinStars Köln             | Colônia           |
| Citybasket Recklinghausen      | Recklinghausen    | SV Haspe 70                 | Hagen             |
| Deutzer TV                     | Deutzer           | TSV Bayern 04 Leverkusen II | Leverkusen        |

fonte:basketball-bund.net

### Campeões recentes
- 2006-07 Bielefeld
- 2007-08 Dortmund
- 2008-09 Giants Leverküsen
- 2009-10 Schwelm
- 2010-11 SG Sechtem
- 2011-12 Bochum
- 2012-13 Bochum
- 2013-14 TG s.Oliver Würzburg
- 2014-15 RheinStars Köln
- 2015-16 FC Schalke 04
- 2016-17 Schwelm
- 2017-18 WWU Baskets Münster
- 2018-19 ART Giants Düsseldorf

fonte:eurobasket.com

## Liga Regional Sudeste
O grupo responsável pela Região Sudeste da Alemanha é gerida pela Basketball Regionalliga Südost e.V (em português:  Liga Regional Sudeste de Basquetebol) englobando os Estados de Baviera, Saxônia e Turíngia.

### Participantes temporada 2019-20
A temporada é disputada em formato round-robin com jogos de ida e volta com a equipe jogando como mandante e visitante, ao término da temporada o maior vencedor é declarado campeão e conquista direito esportivo para ingressar na ProB,
| Regionalliga Südost         | Regionalliga Südost | Regionalliga Südost        | Regionalliga Südost |
| Clube                       | Localização         | Clube                      | Localização         |
| --------------------------- | ------------------- | -------------------------- | ------------------- |
| Baskets Vilsbiburg          | Vilsbiburg          | Regnitztal Baskets         | Regnitztal          |
| BC Hellenen München         | Munique             | SB DJK Rosenheim           | Rosenheim           |
| BG Leitershofen/Stadtbergen | Diedorf             | Science City Jena 2        | Jena                |
| FC Bayern München III       | Munique             | TSV Tröster Breitengüßbach | Breitengüßbach      |
| hapa Ansbach                | Ansbach             | TTL Basketball Bamberg     | Bamberga            |
| MTSV Schwabing Basketball   | Schwabing           | TuS Bad Aibling            | Bad Aibling         |
| Longhorns Herzogenaurach    | Herzogenaurach      | VfL Treuchtlingen          | Treuchtlingen       |

fonte:regionalliga-suedost.de

### Campeões recentes
- 2006-07 Ansbach
- 2007-08 FC Bayern de Munique
- 2008-09 Wurtzburg
- 2009-10 Regnitztal
- 2010-11 Nördlingen
- 2011-12 Dresden Titans
- 2012-13 Baunach Young Pikes
- 2013-14 Wurtzburg
- 2014-15 Nördlingen
- 2015-16 FC Bayern de Munique II
- 2016-17 BBC Coburg
- 2017-18 Gotta II
- 2018-19 TSV Tropics Oberhaching

## Liga Regional Sudoeste
É a liga regional que compreende os Estados de Baden-Württemberg, Hesse, Renânia-Palatinado e Sarre. Até a temporada 2006-07 era dividida em dois grupos (Norte e Sul).

### Participantes temporada 2019-20
A temporada é disputada em formato round-robin com jogos de ida e volta com a equipe jogando como mandante e visitante, ao término da temporada o maior vencedor é declarado campeão e conquista direito esportivo para ingressar na ProB,
| Regionalliga Südwest   | Regionalliga Südwest | Regionalliga Südwest   | Regionalliga Südwest |
| Clube                  | Localização          | Clube                  | Localização          |
| ---------------------- | -------------------- | ---------------------- | -------------------- |
| 1. FC Kaiserslautern   | Kaiserslautern       | Conlog Baskets Koblenz | Coblença             |
| Arvato College Wizards | Carlsrue             | SG Mannheim            | Mannheim             |
| BBU 01 Ulm             | Ulm                  | Sunkings Saarlouis     | Saarlouis            |
| Gießen Pointers        | Gießen               | SV Fellbach            | Fellbach             |
| Crailsheim Merlins 2   | Crailsheim           | SV 03 Tigers Tübingen  | Tubinga              |
| MTV Kronberg           | Kronberg             | TV Idstein             | Idstein              |
| MTV Stuttgart          | Estugarda            | TV 1862 Langen         | Langen               |

fonte:eurobasket.com

### Campeões recentes
- 2006-07 Stuttgart (Sul), Kronberg (Norte)
- 2007-08 Mainz
- 2008-09 Weissenhorn
- 2009-10 Schwenningen
- 2010-11 Hanau
- 2011-12 Konstanz
- 2012-13 Stuttgart
- 2013-14 Saarlouis
- 2014-15 Elchingen
- 2015-16 Carlsrue
- 2016-17 Schwenningen
- 2017-18 wiha Panthers Schwenningen
- 2018-19 SG TV Dürkheim / BB-Int. Speyer

## Artigos relacionados
- Basketball Bundesliga
- 2.Bundesliga ProA
- 2.Bundesliga ProB